# Dit du går, dit går ock jag
Dit du går, dit går ock jag är en kristen psalm. Texten är skriven av Johan Åström.

## Publicerad i
- 1819 års psalmbok, som nummer 126 under rubriken "Jesu heliga hågkomst och efterföljelse".